# 靈光郡

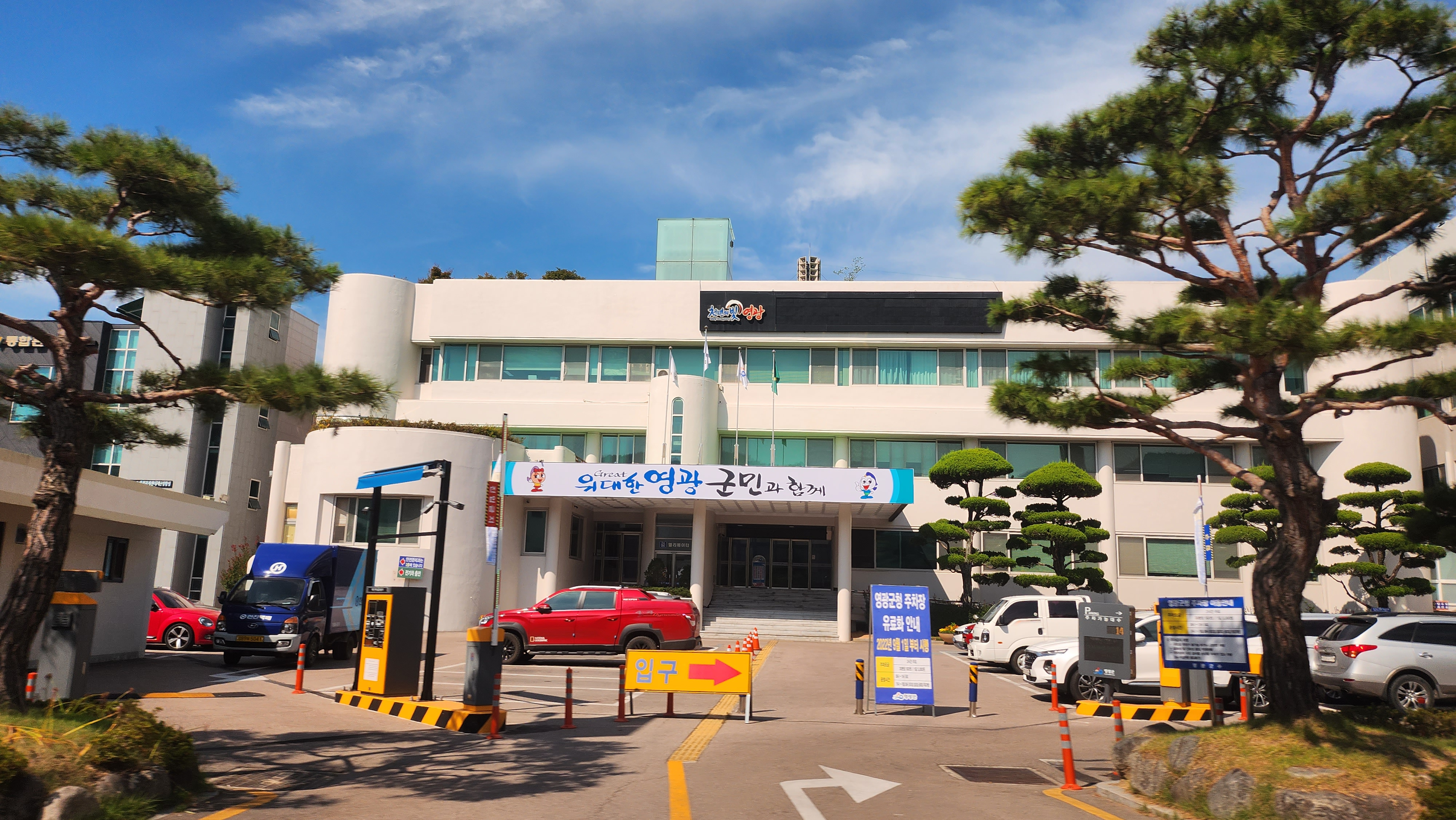
靈光郡廳

靈光郡（：／ Yeonggwang gun */?），是大韓民國全羅南道西北部的一個郡，西臨海，北界全羅北道。面積472.9方公里，2008人口58,075人。下分3邑、8面。940年始稱靈光。郡花是相思花。
黃花魚為當地特產。當地有核電廠。西海岸高速公路經過。